# Stimmliches Lernen
Stimmliches Lernen (engl. vocal learning) beschreibt die erlernte Fähigkeit, Laute zu erzeugen, welche nicht im genetischen Repertoire der jeweiligen Art vorgesehen sind. Bekannteste Beispiele sind der Vogelgesang sowie Gesang und Sprechen des Menschen.